# 葉山町
葉山町（日语：／ Hayama machi */?）是位於日本神奈川縣東南部的町，隸屬於三浦郡。轄區地處三浦半島西北部，當地人口則集中在國道134號穿越的西部地帶。葉山町在日本戰後經濟奇蹟因人口大量移入，而於1970年代在境內的丘陵地帶進行土地開發，並發展成日本首都圈的睡城。境內坐落著日本皇室專用的葉山御用邸。而當地也是日本遊艇運動的發源地，並以「遊艇之町」而聞名。

## 地理

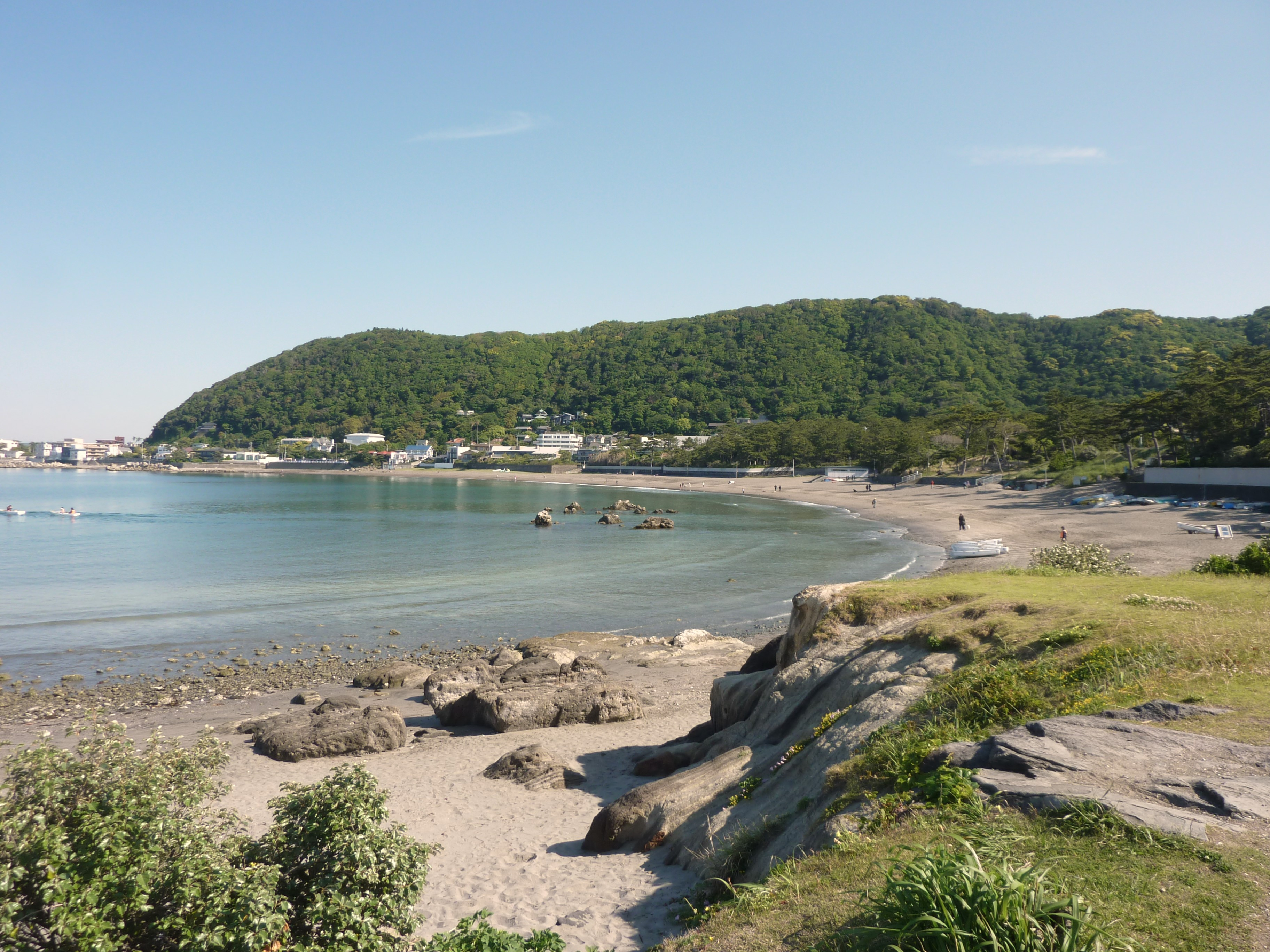
一色海岸
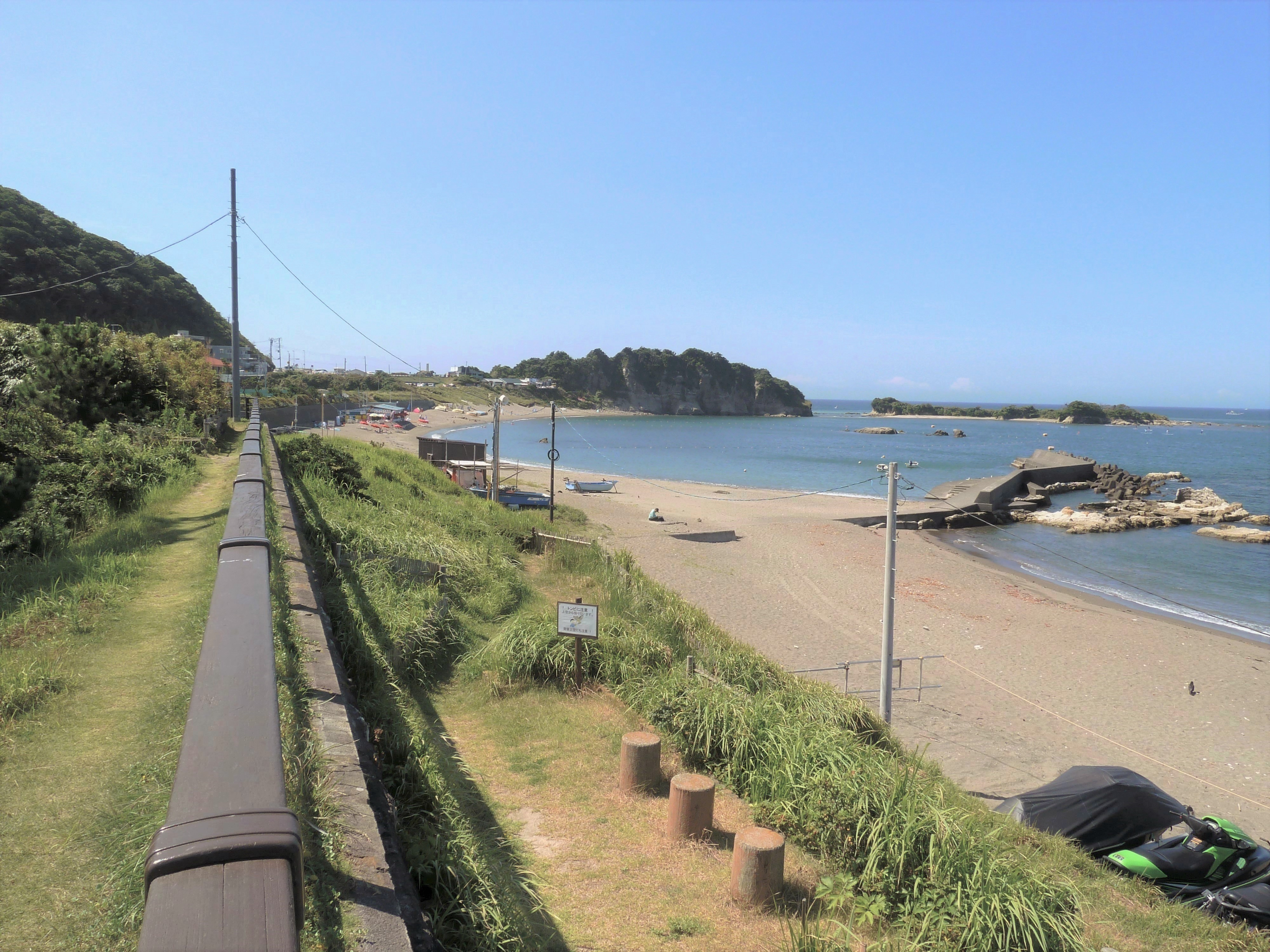
長者崎（日语：長者ヶ崎）
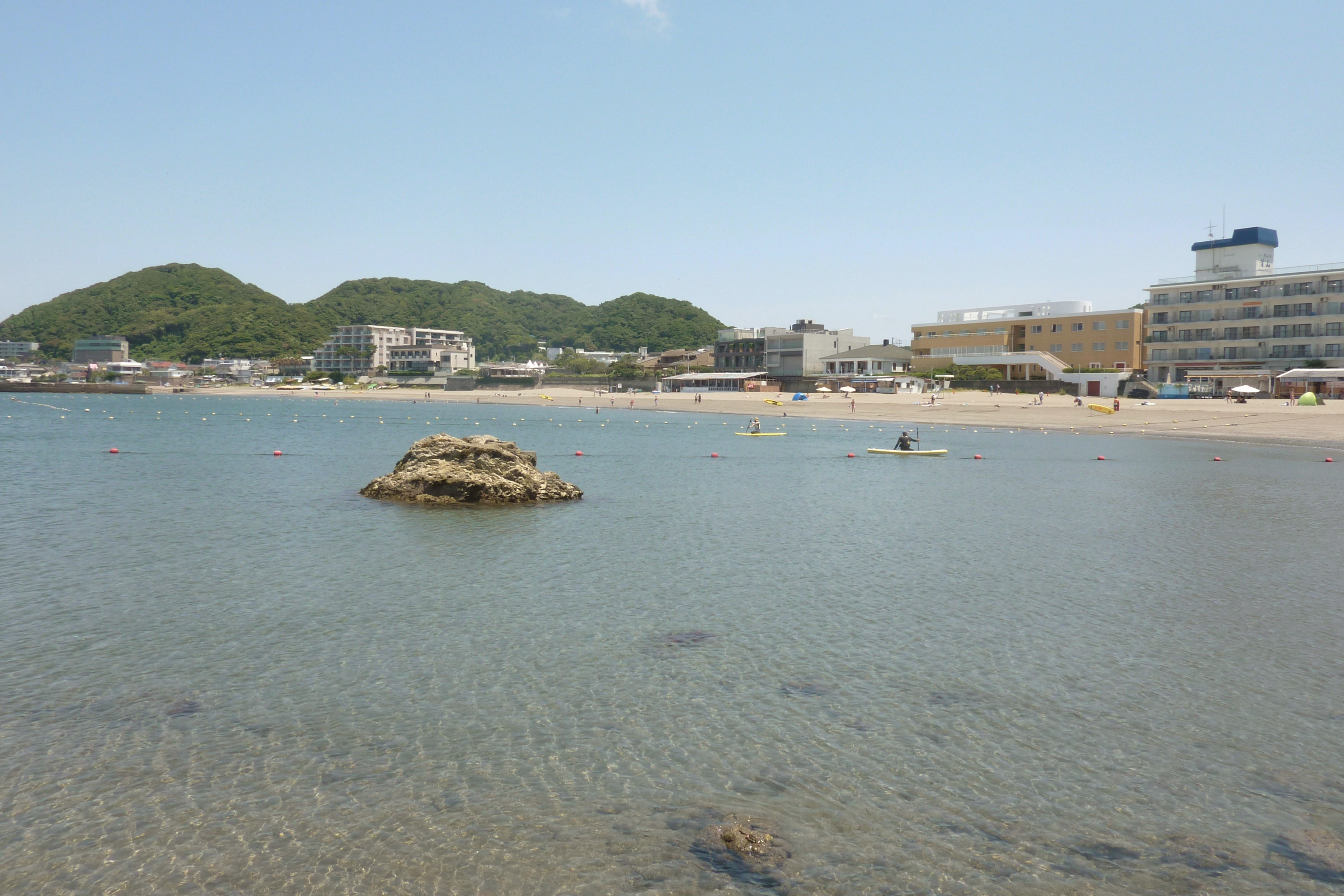
森戶海岸

葉山町內約51.5%的面積被森林覆蓋，22.9%的面積為宅地。轄區地處三浦半島的西北部。東南部坐落著與三浦半島的最高峰大楠山相連的丘陵，中央地帶為大峰山和其山塊，東北部則坐落著大山和二子山等丘陵。發源自上述山岳的下山川與森戶川流經町內，並在西邊注入相模灣。而西部的沿海地帶則在1996年入選為日本海岸百選。

### 氣候
根據2021年的統計，葉山町的年均溫為16.8℃，年降雨量則為2004毫米。當地同年的平均濕度為70.7%，風向則多偏東北東。

## 歷史

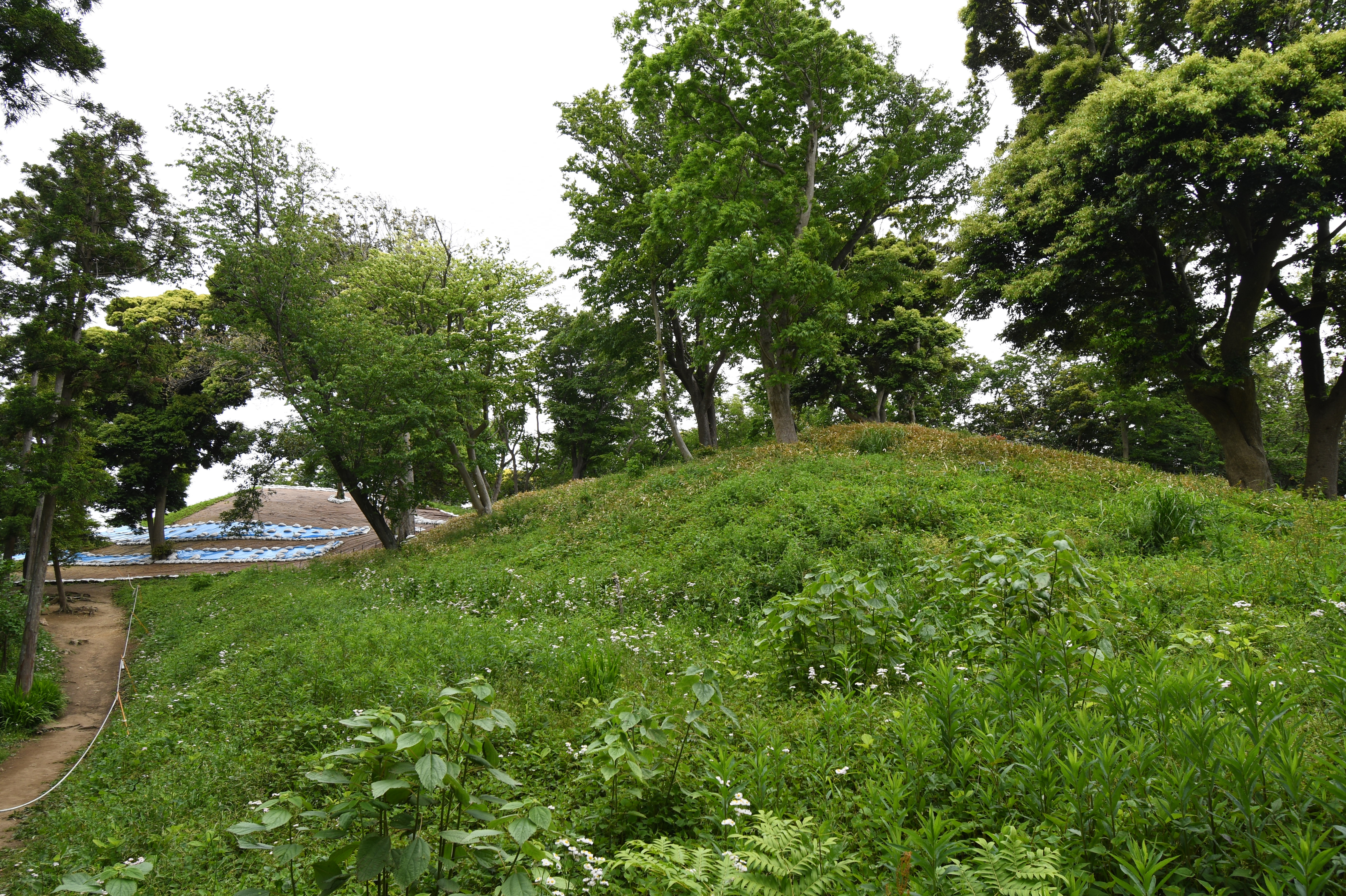
長柄櫻山古墳群的1號古墳
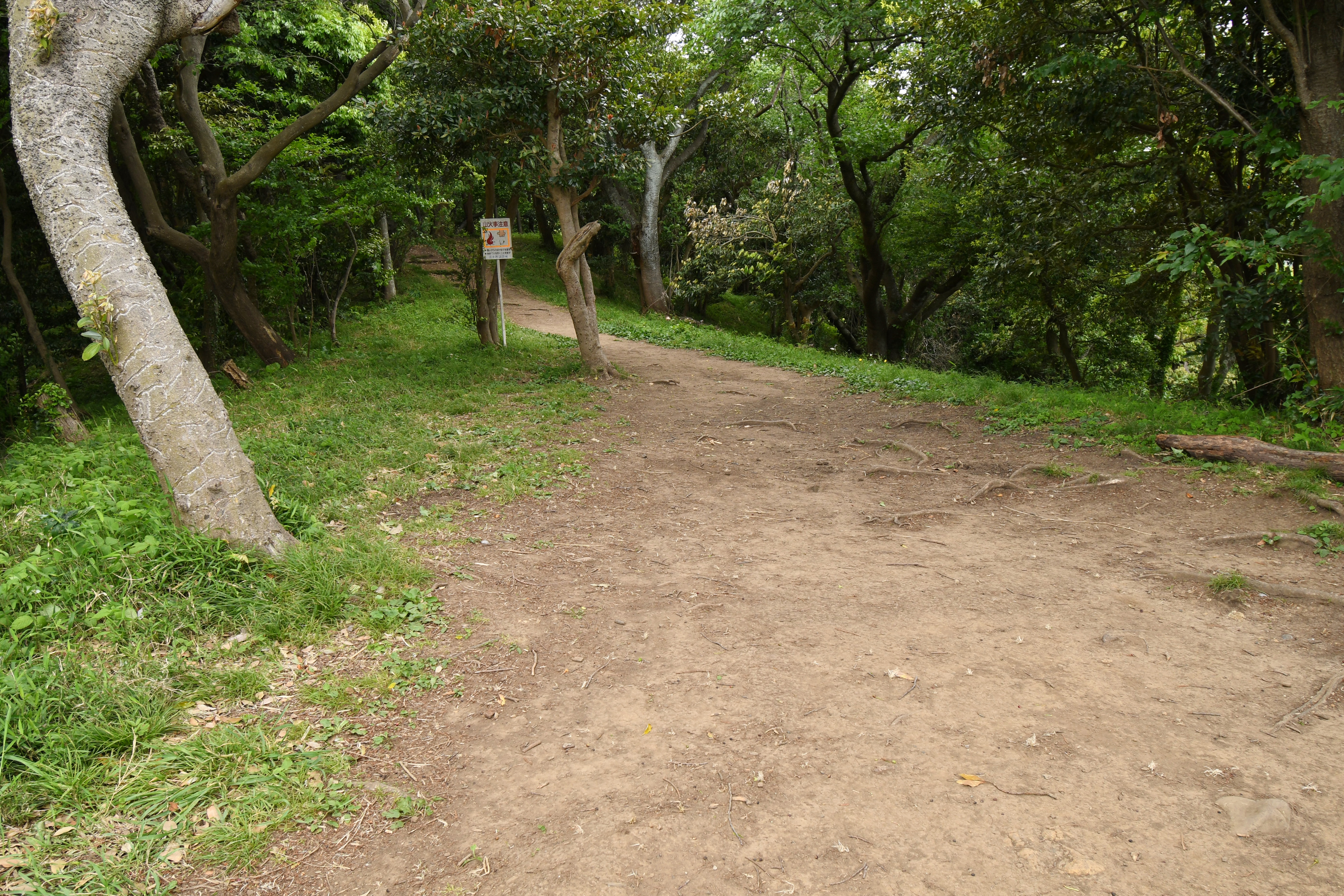
長柄櫻山古墳群的2號古墳

葉山町在古墳時代有人類活動的痕跡，轄區北部與逗子市的邊界地帶坐落著長柄櫻山古墳群，其構成古墳為2座神奈川縣現存規模最大的前方後圓墳。當地在古代的文書中被記載為「端山」，並且作為從東海道通往三浦半島東部和房總半島的交通要道。而町內的森戶、長柄、山口等地仍保留著中世紀初期作為三浦氏據點的城館遺跡。
明治20年（1887年）左右，由於當時的義大利駐日本大使和德國醫生埃爾溫·貝爾茲向日本大眾宣傳當地適合度假的特性，且後來橫須賀線的開通提升交通的便利性，使許多日本皇室成員及名流人士陸續在此興建別墅。當地在日本戰後經濟奇蹟因人口大量移入，而於1970年代在境內的丘陵地帶進行土地開發，並發展成日本首都圈的睡城。
明治22年（1889年），日本實施町村制， 並將境內的木古庭村、上山口村、下山口村、一色村、堀内村與長柄村合併成葉山村。大正14年（1925年）1月1日，葉山村改制成現今的葉山町。

## 行政
現任町長山梨崇仁於2023年12月在選舉中第3次成功連任，其任期將持續至2028年1月。此次選舉的投票率為35.58％，創下當地歷屆町長選舉的新低。

### 政策
葉山町為響應神奈川縣公布的「零塑膠垃圾宣言」而於2019年5月宣布實施減塑的行動計畫，包括移除當地所有自動販賣機中的塑膠瓶裝飲料，並預計在未來把町內的各種製造用品替換成以環保材料製成的用品。

## 人口
葉山町的總人口數在日本戰後經濟奇蹟時期因宅地開發而開始逐年增長，至2010年達到最高峰32,766人。隨後當地的人口數開始呈現下降的趨勢，並預估2070年將僅剩約2萬人。截至2024年4月的統計，當地的高齡人口占比為31.4%，並預估2055年將達到約47%。
| 葉山町人口分布圖 |                                               |  |
| 葉山町與日本全國年齡別人口分布比較圖 （2005年資料） | 葉山町的年齡、男女別人口分布圖 （2005年資料） |  |
| ■紫色是葉山町 ■綠色是全国 | ■藍色是男性 ■紅色是女性                       |  |
| 葉山町人口變化 \| 1970年 \| 19,609人 \| \| \| 1975年 \| 24,026人 \| \| \| 1980年 \| 28,359人 \| \| \| 1985年 \| 29,231人 \| \| \| 1990年 \| 29,536人 \| \| \| 1995年 \| 29,883人 \| \| \| 2000年 \| 30,413人 \| \| \| 2005年 \| 31,531人 \| \| \| 2010年 \| 32,766人 \| \| \| 2015年 \| 32,096人 \| \| \| 2020年 \| 31,665人 \| \| |                                               |  |
| 資料來源：日本總務省統計中心提供之人口普查數據 |                                               |  |
| 1970年 | 19,609人                                      |  |
| 1975年 | 24,026人                                      |  |
| 1980年 | 28,359人                                      |  |
| 1985年 | 29,231人                                      |  |
| 1990年 | 29,536人                                      |  |
| 1995年 | 29,883人                                      |  |
| 2000年 | 30,413人                                      |  |
| 2005年 | 31,531人                                      |  |
| 2010年 | 32,766人                                      |  |
| 2015年 | 32,096人                                      |  |
| 2020年 | 31,665人                                      |  |

## 經濟

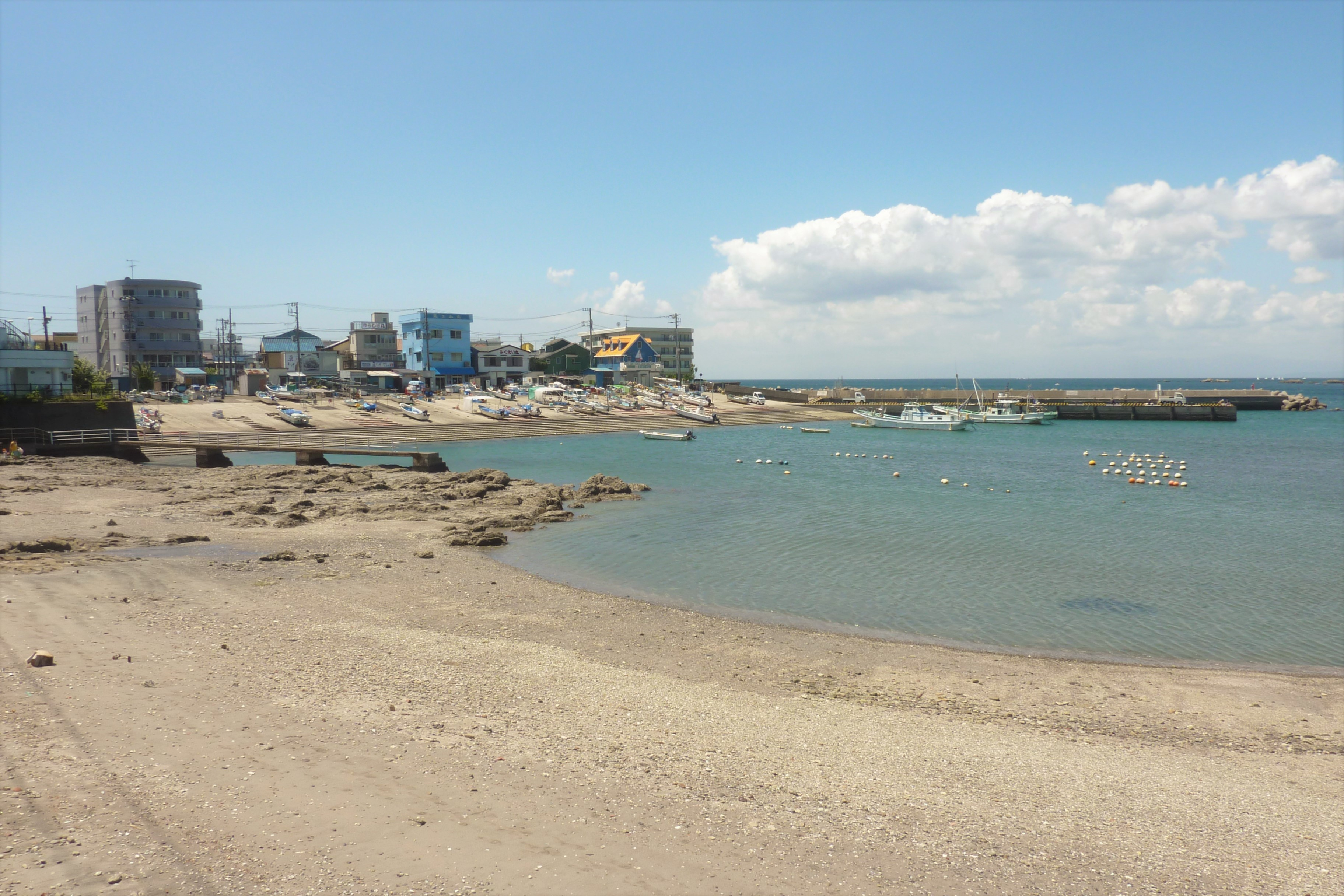
町內的真名瀨漁港

葉山町的就業人口多從事第三級產業中的零售業、醫療業或是技術服務等產業。當地的農家戶數近年來呈現減少的趨勢，現有的戶數中多為自給自足的農家；畜牧業則以飼養食用牛為主。而葉山町的沿海地帶則為萊氏擬烏賊的魚場，為當地漁民可捕撈到的漁獲之一。

## 教育
葉山町內共有4所小學校、2所中學校與1所大學（綜合研究大學院大學）。根據2021年5月的統計，町內共有1843名小學生和808名中學生。而獲得國際文憑的秋谷葉山國際學園（暫定名稱）預計於2027年8月在橫跨葉山町與逗子市的湘南國際村開校，並提供年齡介於4歲至14歲的學童就讀的一貫教育課程。

## 交通

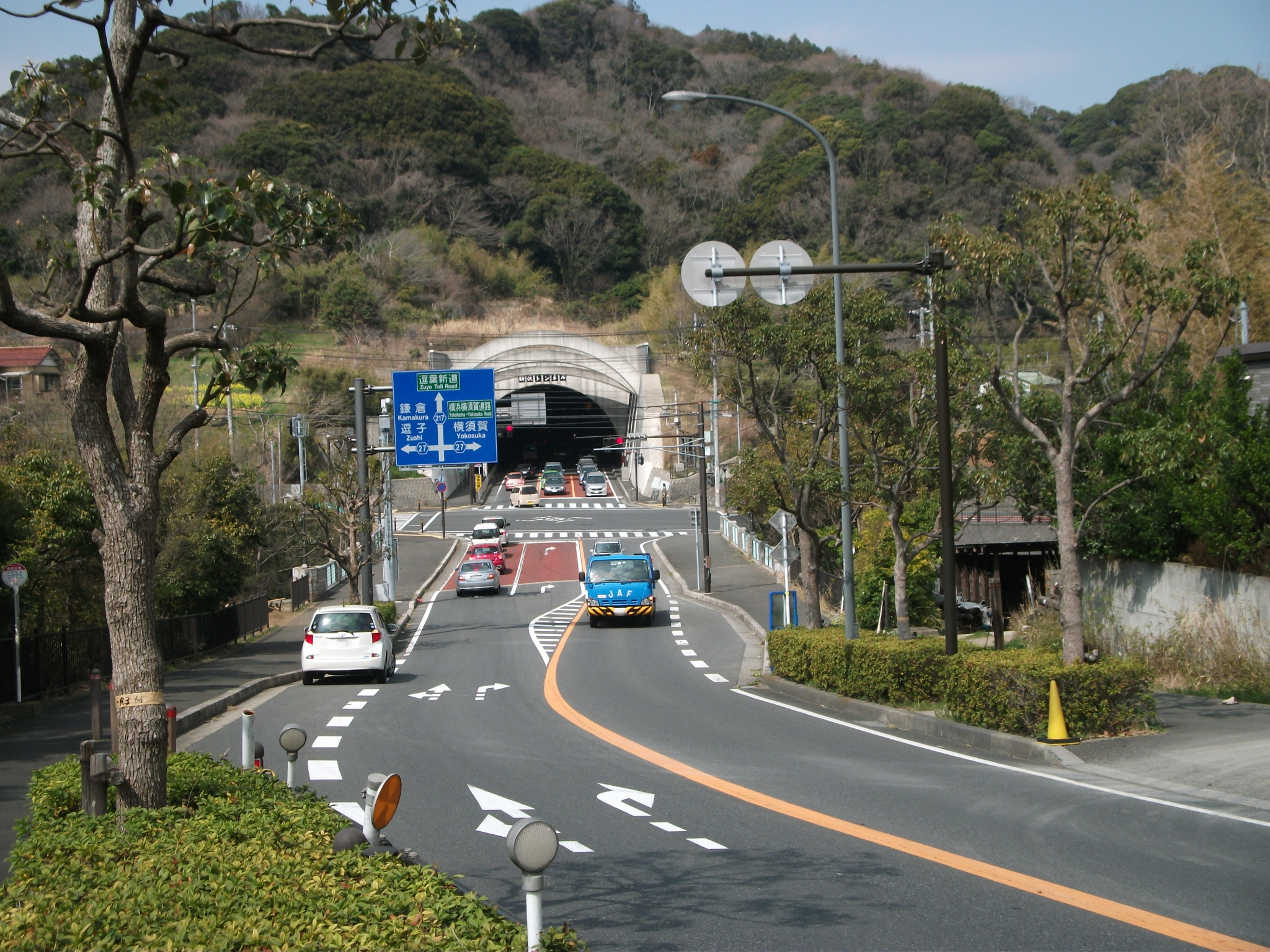
神奈川縣道217號

由於葉山町內沒有任何鐵路通過，因此當地在交通路線上相當仰賴道路。國道134號行經轄區的西部地帶，神奈川縣道311號與神奈川縣道27號則分別穿越北部和南部地區，並透過神奈川縣道217號互相連接。而距離當地最近的鐵路車站是位於北邊的逗子市，屬於JR東日本橫須賀線的逗子站和京濱電鐵逗子線的逗子·葉山站。

## 友好城市
葉山町與以下日本行政區為友好或是姊妹城市:
| 市町村 | 都道府縣 | 締結日期      |
| ------ | -------- | ------------- |
| 草津町 | 群馬縣   | 1969年3月     |
| 那須町 | 栃木縣   | 2021年5月8日  |
| 下田市 | 靜岡縣   | 2022年1月14日 |